# Der ewige Gärtner (Roman)
Der ewige Gärtner (englischer Originaltitel: The Constant Gardener) ist ein Roman des britischen Schriftstellers John le Carré aus dem Jahr 2001. Der Politthriller handelt von illegalen Arzneimitteltests eines multinationalen Pharmakonzerns in Afrika mit tödlichen Folgen. Auch die Regierung des Vereinigten Königreichs ist in die Vorgänge verstrickt. Im Jahr 2005 kam eine gleichnamige Verfilmung in die Kinos.

## Inhalt

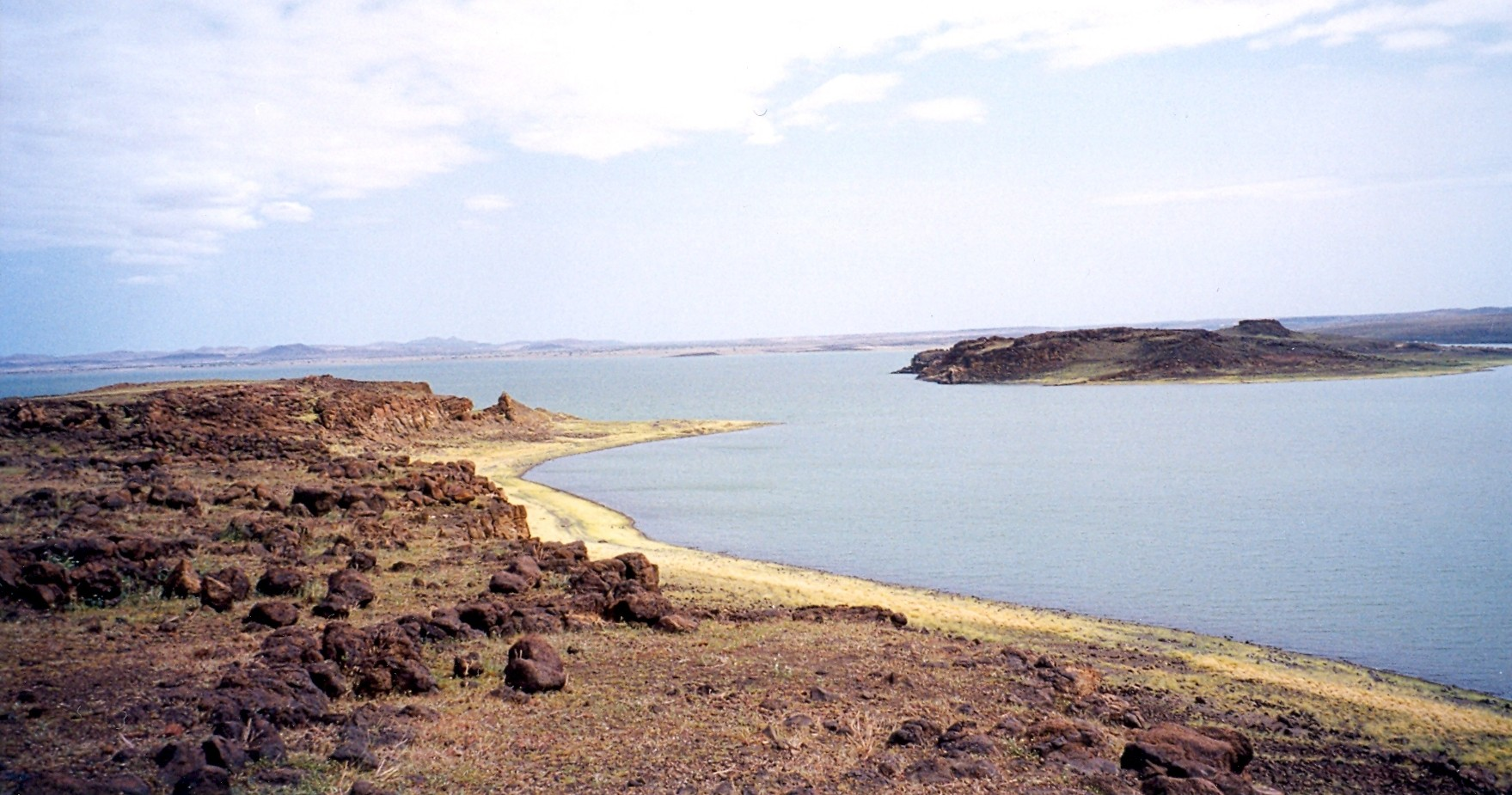
Turkanasee in Kenia

Ein Mord am Turkanasee im Norden Kenias versetzt das britische Hochkommissariat in Nairobi in Aufruhr. Die brutal ermordeten Opfer sind Tessa Quayle, die junge Ehefrau Justin Quayles, eines Angestellten der Botschaft, und ihr einheimischer Fahrer. Gemeinsam mit dem vermissten belgischen Arzt Arnold Bluhm, dem eine Liebesaffäre mit Tessa nachgesagt wird, waren sie auf dem Weg zum Sibiloi-Nationalpark. Doch Alexander Woodrow, genannt „Sandy“, der stellvertretende Hochkommissar fürchtet nicht nur, dass pikante Details über die Diplomatengattin und ihren dunkelhäutigen Vertrauten an die Öffentlichkeit gelangen könnten. Er selbst, unglücklich mit seiner Frau Gloria verheiratet, war leidenschaftlich in Tessa verliebt und ließ sich von ihr, ganz entgegen seinem karriereorientierten Wesen, für humanitäre Aktionen einspannen. So sandte er kurz vor ihrem Tod einen geheimen Brief an das Foreign and Commonwealth Office, namentlich den Afrikabeauftragten Sir Bernard Pellegrin, in dem Tessa illegale Machenschaften des britischen Konzerns Bell, Barker & Benjamin, in ganz Afrika bekannt als ThreeBees, anprangerte.
Zur Untersuchung des Mordes schickt Scotland Yard zwei junge Beamte namens Rob und Lesley nach Nairobi. Sie finden bald heraus, dass die Tat Spuren eines professionellen Mordauftrags trägt und die Motive in Tessas humanitärem Wirken zu suchen sind. Als die junge Frau schwanger war, wollte sie in einem afrikanischen Krankenhaus entbinden. Dort wurde sie Zeuge, wie Mitarbeiter von ThreeBees unter der Leitung des niederländischen Mediziners Markus Lorbeer Einheimische für Arzneimitteltests des nicht zugelassenen Tuberkulose-Medikaments Dypraxa missbrauchten und den Tod einer Probandin verschuldeten. Nach der Totgeburt ihres Kindes fiel Tessa in eine Depression, aus der sie nur der Kampf gegen die Machenschaften von ThreeBees reißen konnte. Gemeinsam mit Bluhm sammelte sie Beweise für die tödlichen Experimente mit Dypraxa. Die Untersuchungen von Rob und Lesley gehen den britischen Behörden, die sich Kenneth Curtiss, dem Eigentümer von ThreeBees, verpflichtet fühlen, zu weit. Die beiden Beamten werden abberufen und können ihre Ermittlungsergebnisse nur noch in einem Akt zivilen Ungehorsams an Tessas hinterbliebenen Ehemann übergeben. Offiziell wird Tessas Tod ihrem verschwundenen Gefährten Arnold Bluhm angelastet.
Justin Quayle ist noch immer durch den Tod seiner Frau erschüttert, die neben der Gärtnerei die einzige große Liebe seines Lebens gewesen ist. Die beiden Ehepartner hatten eine Vereinbarung, nach der er Tessa jedwede Freiheit für ihre humanitären Aktivitäten ließ, diese jedoch seine Loyalität zu seinem Arbeitgeber niemals in Mitleidenschaft zog. Nun macht er sich Vorwürfe, sie bei ihrem Kampf nicht unterstützt zu haben. Zurückgekehrt nach London taucht er unter und versucht den Tod seiner Frau und dessen Hintergründe auf eigene Faust aufzuklären. Er findet heraus, dass hinter den Aktivitäten von ThreeBees der schweizerisch-kanadische Pharmakonzern KVH alias Karel Vita Hudson steckt. Ein Team um Lorbeer entwickelte für den Konzern das Medikament Dypraxa, das für den vorhergesagten Ausbruch einer Tuberkulose-Pandemie unermessliche Gewinne versprach. Als tödliche Nebenwirkungen auftraten, musste das Unternehmen Kritiker des unausgetesteten Medikaments zum Schweigen bringen, um es auf dem Markt zu halten. Auch Tessa erhielt Morddrohungen, nachdem Pellegrin ihre Ermittlungsergebnisse an KVH weitergeleitet hatte, und Justin wird bei seinen Nachforschungen mehrfach von unbekannten Schlägern attackiert.

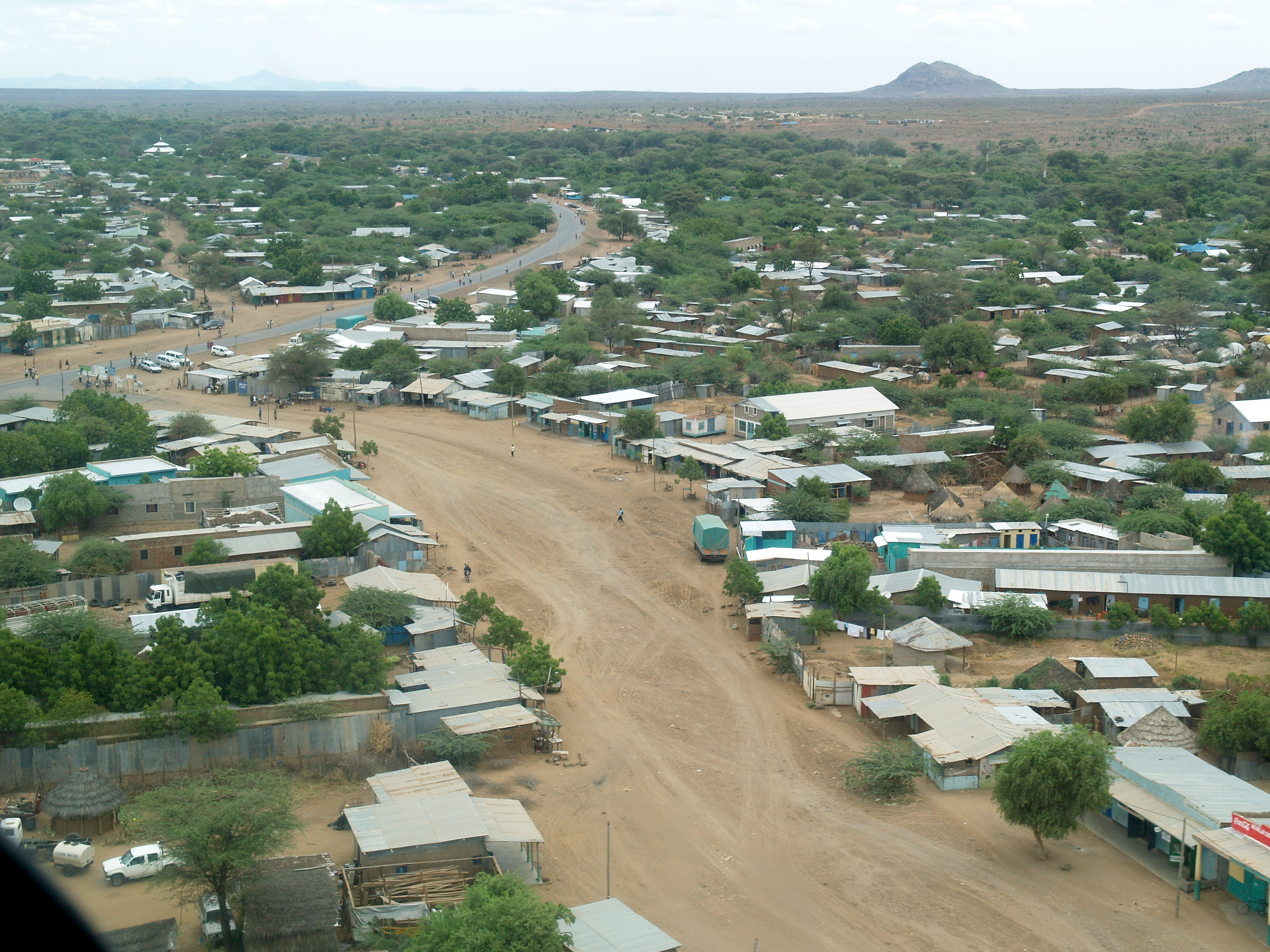
Anflug auf Lokichoggio

Incognito kehrt Justin Quayle nach Kenia zurück, um die letzte Reise seiner Frau zu rekonstruieren. Er erreicht ein humanitäres Versorgungslager für den Südsudan in Lokichoggio unter der Leitung des Missionars Brandt, in dem er Markus Lorbeer wiedererkennt. Lorbeer leidet unter den Auswirkungen des von ihm propagierten Medikaments und versucht seine Schuld durch religiöse Buße abzutragen. Doch er bleibt ein zerrissener Mensch, der Tessa und Arnold Bluhm an seine ehemaligen Arbeitgeber verriet, als diese ihn aufspürten und mit seiner Vergangenheit konfrontierten. Auch Justin Quayle wird verraten, nachdem er sich Lorbeer offenbart und dessen Moral in Frage stellt. Beim Besuch des Todesortes seiner Frau am Turkanasee wird er von einem Killerkommando überrascht. Sein Tod wird von offiziellen britischen Quellen als Suizid ausgegeben. Alle in den Fall verstrickten Personen fallen nach oben: Sandy Woodrow wird neuer Hochkommissar in Kenia, Bernard Pellegrin übernimmt einen Vorstandsposten bei KVH. Three Bees wird aufgelöst, doch den Geschäften von Kenneth Curtiss tut dies keinen Abbruch. Immerhin führen Quayles postum veröffentlichte Aufzeichnungen zu einer parlamentarischen Anfrage und einer Klage gegen das Außenministerium auf Herausgabe von Tessas Dokumenten.

## Hintergrund

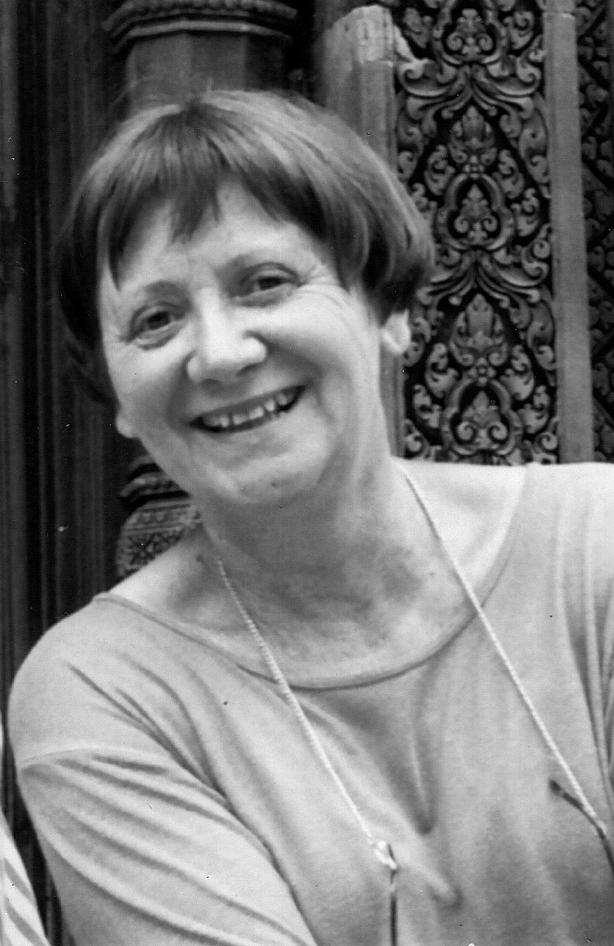
Yvette Pierpaoli (1997)

John le Carré widmete Der ewige Gärtner der französischen Flüchtlingshelferin Yvette Pierpaoli, „die sich weigerte wegzusehen“. In einem Artikel im New Yorker beschrieb er seine erste Begegnung mit Pierpaoli 1974 bei seinen Recherchen zum Roman Eine Art Held in Phnom Penh und wie sehr ihn die Frau, die sich mit aller Energie für Hungernde, Kranke, Obdach- und Heimatlose einsetzte, beeindruckte. Aus der Begegnung entwickelte sich eine langjährige Verbundenheit. Obwohl er ihr einen anderen Hintergrund verlieh, modellierte le Carré Tessa Quayle nach dem Vorbild Pierpaolis. Sie starb im April 1999 bei einem Verkehrsunfall in Albanien, als er sich gerade zu Recherchen in Kenia aufhielt.
Weitere Einflüsse des Romans waren ein bärtiger Biker, den le Carré um das Jahr 1980 herum in Basel traf, und der heftig auf die oberrheinischen Pharmakonzerne wetterte, die er als „Multis“ titulierte. Mehr als die Inhalte seiner Tiraden beeindruckte Le Carré der Zorn des ehemaligen Chemikers, der zum Anarchisten geworden war, und er plante schon seit Längerem die angegriffenen „Multis“ in einem Roman zu verewigen. Die Figur des „ewigen Gärtners“ geht hingegen auf einen eleganten Londoner Geschäftsmann zurück, der rund fünf Jahre später selbst gezüchtete Blumen an die Gäste eines kleinen Restaurants verschenkte. Er hieß bei allen nur der „verrückte Gärtner“ und verarbeitete durch seine allabendlichen Auftritte die Trauer um einen verstorbenen Angehörigen. Le Carré begann unter dem Eindruck der Begegnung ein Manuskript mit dem Titel The Mad Gardener, das er jedoch bald beiseitelegte. Dennoch finden sich einige Handlungselemente von The Constant Gardener bereits in dem unbeendeten Manuskript, so nicht zuletzt die Trauer des Protagonisten um seine kürzlich verstorbene Frau.
In der Nachbemerkung zu Der ewige Gärtner erklärte le Carré, dass „weder Personen noch irgendwelche Körperschaften in diesem Roman nach realen Vorbildern gestaltet“ seien. Gleichzeitig betonte er jedoch: „Je tiefer ich in den pharmazeutischen Dschungel eindrang, desto klarer wurde mir, dass mein Roman, verglichen mit der Wirklichkeit, ungefähr so harmlos ist wie eine Urlaubspostkarte.“ Häufig wurden Parallelen von le Carrés Roman zum Pharmakonzern Pfizer gezogen, der sein Antibiotikum Trovafloxacin 1996 mit tödlichen Folgen an Kindern in Nigeria testen ließ (siehe: Verfahren gegen Pfizer in Nigeria und den USA). Gegen eine Bezugnahme auf den Fall spricht allerdings, dass er erst im Dezember 2000 durch einen Bericht in der Washington Post öffentlich bekannt wurde und le Carré selbst jeden Zusammenhang bestritt. In seinem Essay Big Pharma vs. Menschenleben, in dem le Carré im Erscheinungsjahr des Romans „Multimilliarden-Dollar-Multis, die die Ausbeutung der Kranken und Sterbenden dieser Welt als heilige Pflicht gegenüber ihren Aktionären betrachten“, geißelte, beschränkte er sich auf allgemeine Anklagen und erwähnte den Namen Pfizer erst beispielhaft in den letzten Sätzen.

## Interpretation
Ungewöhnlich ist der Beginn von Der ewige Gärtner, der zuerst einmal Nebenfiguren in den Fokus stellt. Erst auf S. 145 tritt der Protagonist Justin Quayle in den Vordergrund. Paul Ingendaay erklärt: „Der Autor will seine Hauptfigur nicht sogleich preisgeben, sondern läßt erst einmal andere über sie reden“. Zu den verschiedenen Bildern, die von ihm entworfen werden, schweigt der Witwer bloß höflich. „Justin ist ein stiller Blumenfreund, so reserviert und bescheiden, daß man sich fragt, ob er überhaupt einen Schatten wirft“. Für Thomas Wörtche ist die eigentliche Heldin des Romans eine Tote: die ermordete Tessa Quayle, die „im heuchlerischen, postviktorianischen Klima“ der britischen Oberklasse noch postum eines Seitensprungs beschuldigt wird. In der Botschaft herrscht der niederträchtige „old-boy, Eton-Oxbridge-Whitehall“-Sumpf, den le Carré so eingehend von seiner eigenen Zeit beim britischen Security Service kennt. Doch die vermeintliche Ehebrecherin wird von der Hure zur Heiligen, laut Harald Martenstein einer „Dame ohne Unterleib“, die le Carré von jeder Erotik säubere. Fritz Rumler sieht in ihr „eine Jeanne d’Arc der Entwicklungshilfe“, Eberhard Falcke eine Huldigung an die moderne Frau.
Von den zunächst rein privaten Motiven eines Verbrechens aus Leidenschaft schlägt die Handlung um zu einer globalen Verschwörung. Die Jagd führt über Kenia, England, Italien, Deutschland, die Schweiz und Kanada bis zum Sudan in sieben Länder auf drei Kontinenten. Dabei erweist sich der Protagonist „als Ritter mit ziemlich dünner Rüstung – ein Held, um den man zittern muß“. Für Harald Martenstein bewegt sich Quayle „seltsam indifferent durch die Handlung. Ein Mann riskiert sein Leben, aber er scheint dabei kaum etwas zu empfinden.“ Laut Jost Hindersmann muss er eine Entscheidung treffen zwischen der Institution, der er ein Leben lang loyal verbunden gewesen ist, und einem Individuum, seiner geliebten Frau. Wie üblich bei le Carré entscheidet er sich für das Individuum. Quayle erweist sich als ein honourable schoolboy, der sich seiner Moral besinnt, ein Agent in eigener Sache und „Gärtner, der den Mörder jagt“, der konsequent seinen Weg geht bis zum Ende im Herz der Finsternis.
Schon in Der heimliche Gefährte hatte le Carré seinen ausgemusterten Geheimagenten George Smiley unken lassen, dass mit dem Niedergang des Sozialismus zwar die richtige Seite verloren, aber die falsche gewonnen habe. Diesen Gedanken führt er laut Jost Hindersmann in Der ewige Gärtner fort: Die Hoffnungen auf eine bessere Welt haben sich nicht erfüllt, die Politik wird – „ein fast schon marxistischer Gedanke“ – von den Gewinninteressen der großen Konzerne bestimmt. Für Hans-Peter Schwarz haben die „prononciert antikapitalistischen Bücher“ in le Carrés später Schaffensphase jede Hoffnung auf die Beseitigung der Missstände in der Welt aufgegeben und demonstrieren vielmehr „das Scheitern komplizierter Gutmenschen“. Für Thomas Wörtche bleibt le Carré hingegen der „erzkonservative Moralist“, der „mit konservativen Methoden zu ‚linken‘ Erkenntnissen minus Sentimentalität und Sozialromantik“ gelangt.

## Rezeption
John le Carré erweist sich laut Rand Richards Copper in Der ewige Gärtner als „ein hervorragender Moralist des Alltäglichen“, doch der Roman bleibe bloß „ein Exposé, eine wütende Tirade gegen Unternehmensvergehen mit sentimentalen Beschreibungen von Tessa und ihre mutigen Taten […], die weit hinter die subtilen Einsichten seiner besten Tage zurückfallen.“ Harald Martenstein kritisiert: „Eindimensionale Charaktere, makellos gut oder hoffnungslos böse, ohne Entwicklung, ohne Brüche und Facetten. Der Plot dient dem Autor dazu, Verhältnisse anzuprangern, die er, wahrscheinlich zu Recht, für empörend hält. Ein Sachbuch ist in solchen Fällen häufig die bessere Lösung.“ Auch Reiner Luyken hält die kurz zuvor erschienene Artikelserie in der Washington Post über die realen Machenschaften des Pharmakonzerns Pfizer für interessanter als Le Carrés Roman: „Ein engagierter Roman ist nicht per se ein guter Roman.“ Paul Ingendaay schließt sich an: „Das humanitäre Engagement in allen Ehren, einem Thriller hat dergleichen noch nie auf die Beine geholfen.“
Publishers Weekly hingegen begrüßt die zunehmende Radikalität des Autors nach dem Ende des Kalten Krieges: „dies ist bei Weitem sein leidenschaftlichster, wütendster Roman bislang.“ Auch Thomas Wörtche sieht den Autor von „einer erfreulichen Altersradikalität“ ergriffen, die ihn „voll vom Leder ziehen“ lasse: „Le Carré karikiert, spöttelt, ironisiert und baut seine wunderbaren Dialoge mit dem berühmten Nachbrenner-Effekt“, und dies „mit der ganzen Kunst eines grossen Schriftstellers“. Ähnlich urteilt Fritz Rumler: „John le Carré, der Spion, der aus der Kälte in die Literatur kam, beherrscht sein Handwerk meisterlich, praktisch wie psychisch. […] Nie war le Carré so grimmig.“ Für Niels Werber gelingt insbesondere der „erzählerische Übergang aus den privaten Sphären eines Mordes aus Leidenschaft in ein weltumspannendes Komplott […] meisterhaft“. Im Handlungsort Kenia unter Daniel arap Moi konnte das Werk wegen seiner Brisanz nur unter der Ladentheke verkauft werden.
Im Jahr 2005 kam die Verfilmung Der ewige Gärtner von Fernando Meirelles in die Kinos. In den Hauptrollen spielten Ralph Fiennes als Justin Quayle, Rachel Weisz, die bei der Oscarverleihung 2006 als beste Nebendarstellerin ausgezeichnet wurde, als Tessa Abbott Quayle, Hubert Koundé als Arnold Bluhm und Danny Huston als Sandy Woodrow. 2001 las Rufus Beck eine gekürzte Hörbuchfassung für den Ullstein Verlag ein.

## Ausgaben
- John le Carré: The Constant Gardener. Hodder & Stoughton, London 2001, ISBN 0-340-73337-3.
- John le Carré: Der ewige Gärtner. Aus dem Englischen von Werner Schmitz unter Mitarbeit von Karsten Singelmann. List, München 2001, ISBN 3-471-78078-5.
  - Neuauflage: Der ewige Gärtner. List, München 2011, ISBN 978-3-5482-8631-0